# Marco Cariola
Marco Antonio Juan Andrés Cariola Barroilhet (Viña del Mar, 2 de noviembre de 1932-Santiago de Chile, 6 de septiembre de 2020) fue un abogado, político y empresario chileno.

## Biografía
Realizó sus estudios primarios y secundarios en The Grange School y en el Saint George's College. Luego de finalizar su etapa escolar, ingresó a la Universidad de Chile, donde se tituló de abogado en 1960.
Se dedicó al ejercicio libre de la profesión en Santiago, e impulsó la creación de la firma de «Abogados Cariola y Cía.», la que contribuyó al desarrollo como socio principal de la firma «Sargent and Krahn», procuradores de patentes y marcas. Luego asumió como presidente y gestor del grupo económico «Inversiones Pathfinder S.A.». Se desempeñó también como controlador y presidente de varias empresas, como Masisa S.A.; Forestal Tornagaleones S.A.; Portuaria Corral; Pesquera Elcomar; Campo Chileno; Iansagro S.A.; Agrofruta S.A.; Empresas IANSA; Gasco S.A.; Carrefour S.A; Nestlé S.A., entre otras. También, se dedicó a labores agrícolas en sus predios ganaderos de la X Región de Los Lagos.
Entre otras actividades, fue miembro de la Junta Directiva de la Universidad Austral de Chile y Consejero de la Fundación Chilena del Pacífico, del Hogar de Cristo y de la Sociedad de Fomento Fabril (SOFOFA).
Durante el régimen militar de Augusto Pinochet Ugarte, fue un gran colaborador; ocupó el puesto de presidente de la Comisión de Desburocratización. Más tarde, cuando Pinochet fue detenido en Londres, viajó a dicha ciudad, en varias oportunidades, con el fin de apoyar el trabajo de la defensa judicial y coordinar la acción ante la opinión pública y la sociedad británica.
Posteriormente, en los gobiernos de Patricio Aylwin Azócar y Eduardo Frei Ruiz-Tagle, se integró a la Comisión Mixta para las Relaciones Internacionales.
En 1997 se presentó como candidato a senador independiente, dentro del pacto de la Alianza por Chile, en el cupo de la Unión Demócrata Independiente; y fue elegido, por la Decimosexta Circunscripción Senatorial, X Región, período 1998-2006. Integró la Comisión Permanente de Gobierno, Descentralización y Regionalización; la de Agricultura, de la que fue presidente durante un tiempo; la de Relaciones Exteriores y la de Economía. Trabajó en el Comité Parlamentario Mixto UDI-Independientes.
Su labor estuvo orientada a intensificar la política de regionalización. Entre sus iniciativas destaca la solicitud para que la provincia de Osorno sea considerada como ciudad Asiento de Corte, para los efectos de remuneraciones del personal del Poder Judicial.
Entre las mociones convertidas en ley, está la Ley N.º 19 612, sobre Salvaguardia, que permite imponer sobretasas por sobre el arancel consolidado por Chile ante la Organización Mundial del Comercio, OMC, de un 31,5 % a los productos con banda, como el trigo, el azúcar y las oleaginosas.

## Historia electoral

### Elecciones parlamentarias de 1997
- Elecciones parlamentarias de 1997, para la Circunscripción 16, Los Lagos Norte[5]

| Candidato                    | Pacto                          | Partido | Votos  | %     | Resultado |
| ---------------------------- | ------------------------------ | ------- | ------ | ----- | --------- |
| Gabriel Valdés Subercaseaux  | Concertación por la Democracia | PDC     | 93 375 | 43,18 | Senador   |
| Marco Cariola Barroilhet     | Unión por Chile                | ILB     | 52 247 | 24,16 | Senador   |
| Juan Enrique Taladriz García | Unión por Chile                | RN      | 38 789 | 17,94 |           |
| Jorge Molina Valdivieso      | Concertación por la Democracia | PPD     | 18 626 | 8,61  |           |
| Guillermo Teillier del Valle | La Izquierda                   | PC      | 8949   | 4,14  |           |
| Darío Ergas Benmayor         | Humanista                      | PH      | 4240   | 1,96  |           |